# 強迫遷移

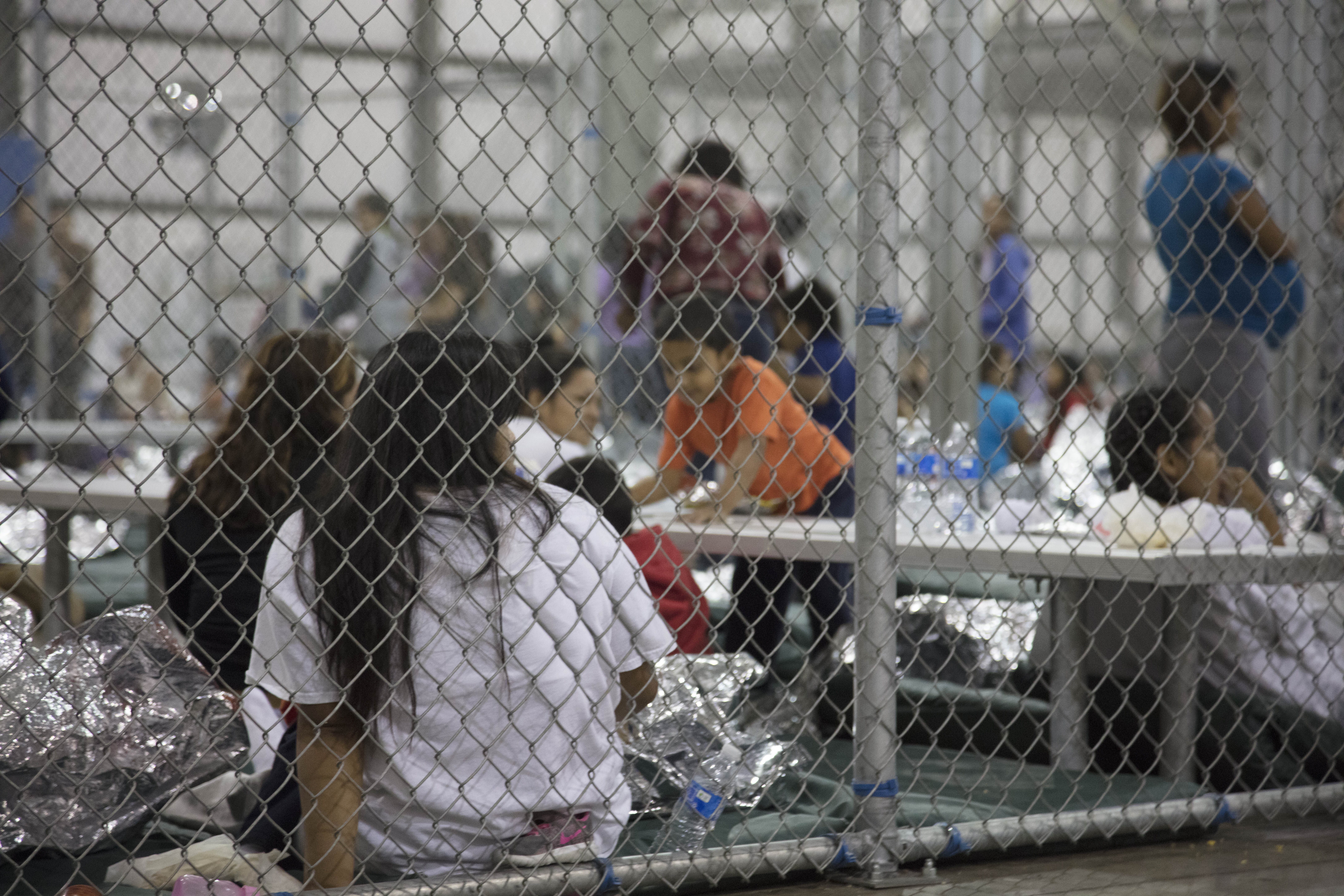
被拘留在德州麥卡倫的拉丁美洲非法移民

強迫遷移又稱強制遷徙、强迫流离失所、流离失所、被迫遷徙，是指人們在非自愿的情況下被迫背井離鄉。联合国难民署表示，有些人由於受到迫害，或者受冲突、暴力影響，被迫離開家鄉前往其他地方避難。這些人又被稱為流離失所者。
如果是一國境内有人流离失所，這些人被称为国内流离失所者。如果流離失所者前往其他國家避難，這些人就被視為难民。